# Eulenmühle / Eulenmühle-Welschwies
Das Naturschutzgebiet Eulenmühle / Eulenmühle-Welschwies liegt im Landkreis Saarlouis im Saarland.

## Lage
Das Gebiet befindet sich in der Gemarkung des Wadgassener Ortsteils Differten sowie in den Gemarkungen Überherrn und Berus der Gemeinde Überherrn. Es erstreckt sich im Nordwesten von Differten auf einer Länge von etwa 2,7 km und etwa 200–400 m Breite in nordwestlicher Richtung bis in die Nähe der Bundesstraße 269 nördlich des Linslerhofs. Es wird vom Fluss Bist und seinen Zuflüssen Höllengraben und Faulebach durchflossen.

## Bedeutung
Das 92 ha große Gebiet, das im Jahr 2016 unter Naturschutz gestellt wurde,  ersetzt das ehemalige Naturschutzgebiet „Eulenmühle“ (56 ha) sowie dessen Erweiterung „Eulenmühle-Welschwies“ (32 ha). Schutzzweck des Naturschutzgebiets ist die Erhaltung, Wiederherstellung und Entwicklung der Fließgewässer mit ihrer flutenden Wasserpflanzenvegetation, der feuchten Hochstaudenfluren sowie der Übergangs- und Schwingrasenmoore. 
Damit sollen vor allem die Lebensräume der dort ansässigen Tierarten wie Russischer Bär, Großer Feuerfalter und Helm-Azurjungfer sowie des Bibers erhalten werden.